# Defensores de Belgrano (Villa Ramallo)
Club Atlético y Social Defensores de Belgrano – argentyński klub piłkarski z siedzibą w mieście Villa Ramallo leżącym w prowincji Buenos Aires.

## Osiągnięcia
- Mistrz lokalnej ligi Liga Nicoleña de Fútbol (12): 1978, 1979, 1980, 1983, 1984, 1987, 1988, 1993, 1995 Apertura, 1996 Apertura, 1998 Apertura, 2000 Clausura

## Historia
Klub Defensores de Belgrano założony został 1 kwietnia 1946. Udane występny w sezonie 2006/07 w piątej lidze argentyńskiej (Torneo Argentino C) sprawiły, że w sezonie 2007/08 klub znalazł się w czwartej lidze (Torneo Argentino B).